# Ahan Shetty
Ahan Shetty (Bombay, 28 december 1995) is een Indiaas acteur die voornamelijk in Hindi films speelt. Hij is de zoon van acteur Suniel Shetty. Hij begon zijn acteercarrière in 2021 met de romantische actiefilm Tadap, die alom werd geprezen en hem de IIFA Award voor debuut ster van het jaar opleverde.

## Filmografie
| Jaar | Film  | Rol    |
| ---- | ----- | ------ |
| 2021 | Tadap | Ishana |